# Classe Odin (navire de défense côtière)
Pour les autres classes de navires du même nom, voir Classe Odin.
La classe Odin est une série de deux frégates de défense côtière construite dans les années 1890 pour la Marine impériale allemande.

Les navires portent le nom des dieux nordiques Odin et Ægir.

## Conception
Cette classe de frégates, proche de la classe Siegfried était aussi destinée à protéger le littoral de l'Empire allemand des attaques navales.

Après une refonte entre 1901 et 1905, leur longueur a été augmentée ainsi que leur tonnage.

## Histoire
Dès le déclenchement de la Première Guerre mondiale, les navires de cette classe étant déjà obsolètes, furent retirés du service actif en 1915 pour être dirigés sur des tâches secondaires comme navire-caserne.

Ils furent retirés du registre naval le 17 juin 1919 peu avant le Traité de Versailles et vendus à la société maritime A. Bernstein Company de Hambourg pour être convertis en cargo.
Odin fut démantelé en 1935 et Ägir perdu en mer Baltique proche du phare Karslö de l'île Gotland en 1929.

## Les unités de la classe
| Classe Odin | Classe Odin              | Classe Odin      | Classe Odin     | Classe Odin     | Classe Odin                                | Classe Odin |
| Nom         | Chantier naval           | Mise en chantier | Lancement       | Armement        | Fin                                        | Photo       |
| ----------- | ------------------------ | ---------------- | --------------- | --------------- | ------------------------------------------ | ----------- |
| SMS Odin    | Kaiserliche Werft Danzig | 15 avril 1893    | 3 novembre 1894 | 2 octobre 1894  | déclassé :16 décembre 1919 détruit en 1935 |             |
| SMS Ägir    | Kaiserliche Werft Kiel   | en 1892          | 3 avril 1895    | 15 octobre 1896 | déclassé : 14 janvier 1916 perdu en 1929   |             |

### Sources
- (en) Cet article est partiellement ou en totalité issu de l’article de Wikipédia en anglais intitulé « Odin-class coastal defense ship » (voir la liste des auteurs).